# SouthPeak Games
SouthPeak Interactive Corporation, nota anche come SouthPeak Games, è stato un editore di videogiochi statunitense con sede a Midlothian (Virginia). Fondata il 1º marzo 1996, come sussidiaria del SAS Institute a Cary, North Carolina, è stata venduta e trasferita a Midlothian nel 2000, ed è diventata una società per azioni nel 2008. Sempre nel 2008, la società ha acquisito e chiuso la casa editrice Gamecock Media Group di Austin, in Texas, e nel 2011 ha aperto una filiale separata per la distribuzione digitale 7Sixty a Grapevine, in Texas.
SouthPeak Games ha chiuso nel luglio 2013.

## Storia

### Fondazione e vendita (1996-2005)
SouthPeak Games venne fondata con il nome SouthPeak Interactive LLC il 1º marzo 1996 come filiale del SAS Institute. Entrambe le società avevano sede a Cary, nel North Carolina. Il vicepresidente esecutivo e direttore tecnico del SAS Institute, Armistead Sapp, venne nominato presidente della nuova società.  Nel 1997, SouthPeak Games firmò un accordo con Red Storm Entertainment che avrebbe concesso loro la licenza esclusiva per distribuire tutti i loro titoli futuri, accordo terminato da Red Storm Entertainment nell'aprile 2000. Nel marzo 1999, SouthPeak Games acquisì la licenza per sviluppare giochi basati sul film Wild Wild West . A partire dal 27 settembre 1999, il negozio con sede a Raleigh, nella Carolina del Nord, Front Door acquisì i diritti di produzione pubblicitaria per i giochi pubblicati da SouthPeak Games per 8 milioni di dollari. Il 16 ottobre 2000, il SAS Institute vendette SouthPeak Games a Terry Phillips Sales, Inc., società privata con sede a Midlothian, Virginia, di proprietà dei fratelli Terry Marshall Phillips e Gregory Robert Phillips, per 4,5 milioni di dollari, facendo del primo il nuovo direttore di SouthPeak Games. A seguito della vendita, tutti i beni relativi a SouthPeak Games vennero spostati nella sede di Midlothian, mentre tutto il personale presso la sede di Cary è fu licenziato o riassunto direttamente dal SAS Institute..  La società nella sua nuova sede fu legalmente registrata come SouthPeak Interactive, LLC il 19 ottobre 2000. Nell'agosto 2005, Melanie Mroz divenne vicepresidente esecutivo di SouthPeak Games.

### Acquisizioni (2005-2009)
Il 16 gennaio 2008, SouthPeak Games acquisì la società per azioni Global Services Partners Acquisition Corp. (GSPAC),  per 31 milioni di dollari. Attraverso tale transazione, SouthPeak Games si fuse con GSPAC per formare una nuova entità pubblica denominata SouthPeak Interactive Corporation, nella quale Mroz divenne presidente e amministratore delegato e Phillips presidente del consiglio di amministrazione. Il 19 giugno 2008, la società annunciò di aver raccolto un totale di 12,9 milioni di dollari attraverso investimenti, al fine di espandere la propria attività. Il 14 ottobre 2008, la società rese noto di aver acquisito Gamecock Media Group, editore di videogiochi con sede in Texas, ad Austin, compresi i suoi titoli in uscita, Legendary, Mushroom Men e Velvet Assassin . Gamecock Media Group fu inizialmente trasformata in una filiale editoriale, ma venne chiusa poco dopo. Nell'agosto 2009, SouthPeak Games iniziò ad affrontare problemi legali con i committenti che avevano lavorato su giochi pubblicati da Gamecock Media Group, che accusavano SouthPeak Games di non pagare le royalties in sospeso, sebbene SouthPeak Games avesse già riconosciuto questi problemi quando aveva acquisito Gamecock Media Group.
Quando SouthPeak Games pubblicò il suo rapporto trimestrale 2009 il 13 novembre 2009, venne rivelato che, dopo che lo sviluppatore di videogiochi e l'editore americano Midway Games aveva presentato istanza di fallimento nel febbraio 2009, SouthPeak Games aveva acquisito i diritti esclusivi per la pubblicazione di videogiochi basati sul programma televisivo Impact per 100000 dollari, tuttavia, non concordarono con l'azienda su ulteriori titoli da sviluppare.

### Cause legali (2009-2011)
Nel dicembre 2009, TimeGate Studios, lo sviluppatore di Section 8, gioco che doveva essere pubblicato da Gamecock Media Group prima della loro acquisizione, citò in giudizio SouthPeak Games per violazione del contratto, accusandoli di trattenere 24 pagamenti in sospeso per una somma di circa 6,2 milioni di dollari, oltre ai pagamenti delle royalty per lo sviluppo del gioco. In risposta, SouthPeak Games rispose affermando che TimeGate Studios aveva consegnato di proposito un gioco di scarsa qualità al fine di manipolare in negativo le vendite del prodotto, chiedendo 7,3 milioni di danni. Nel novembre 2011, Peter Vogel si pronunciò a favore di SouthPeak Games, ordinando a TimeGates Studios di pagare 7,3 milioni di dollari e cedere la licenza alla proprietà intellettuale di Section 8 a SouthPeak Games, sentenza che venne, tuttavia, ribaltata da un tribunale federale nel marzo 2012, sostenendo che il contratto originale prevedeva che TimeGate Studios avrebbe mantenuto la licenza di Section 8 nell'accordo editoriale. Indipendentemente da ciò, nell'aprile 2013, le corti d'appello degli Stati Uniti hanno chiuso la causa a favore di SouthPeak Games, costringendo TimeGate Studios a pagare un totale di 7,35 milioni in danni, e di nuovo passare la licenza a SouthPeak Games.
Nel novembre 2009, SouthPeak Games perse una battaglia legale contro il distributore tedesco CDV Software, che riguardava la mancata consegna di tre giochi su quattro non specificati prima di Natale 2008, ed venne condannata a pagare 3,1 milioni di dollari. Inoltre, il 19 febbraio 2010, il giudice si pronunciò sulle altre rivendicazioni di CDV Software, inclusa la violazione del copyright e del contratto, ordinando a SouthPeak Games di consegnare ulteriori pagamenti non divulgati. Nel frattempo, l'8 aprile 2010, Reba McDermott fu nominata direttore finanziario, in sostituzione di Melanie Mroz, che in precedenza aveva ricoperto quel ruolo ad interim,  ma si dimise nove mesi dopo. Come risultato delle fatture in sospeso, il 20 luglio 2010, il distributore britannico Centresoft congelò 40.000 unità di azioni SouthPeak Games per venderle all'asta, generando 50 000 sterline entro il 6 agosto 2010. La questione legale venne risolta il 14 ottobre 2010 e CDV Software ritirò tutte le accuse contro SouthPeak Games il 10 novembre 2010. Tuttavia, tutti i pagamenti ordinati dal tribunale non vennero pagati da SouthPeak Games, pertanto CDV Software presentò istanza di insolvenza preliminare il 15 aprile 2010.
Nel giugno 2010, l'editore americano Majesco Entertainment ha annunciato l'imminente uscita di My Baby 3 &amp; Friends, terzo titolo del franchise My Baby, di cui i primi due titoli erano stati pubblicati da SouthPeak Games. In risposta all'annuncio, il 21 luglio 2010, SouthPeak Games citò in giudizio Majesco per violazione del copyright sulla proprietà intellettuale di My Baby, nonostante il suo sviluppatore, lo studio francese Nobilis, ne fosse effettivamente proprietario all'epoca. Cinque giorni dopo, il 26 luglio 2010, Nobilis rispose all'accusa, citando il mancato pagamento dei diritti d'autore da parte di SouthPeak Games come motivo per passare a Majesco e cessare le operazioni con SouthPeak Games. A causa dei danni causati dalla questione legale, SouthPeak Games interruppe la distribuzione di tutti i titoli della serie My Baby, ovvero My Baby Boy, My Baby Girl e My Baby First Steps il 13 ottobre 2010. Il 10 gennaio 2011 venne riferito che SouthPeak Games aveva vinto contro Majesco e Nobilis, con il tribunale commerciale di Lione che affermava che Nobilis non aveva basi legali per cessare le operazioni con SouthPeak Games, pertanto tutti i diritti su quelle serie vennero restituiti a SouthPeak Games.
Nel novembre 2010, la Securities and Exchange Commission (SEC) degli Stati Uniti emise un ordine di cease and desist contro Phillips, Mroz e SouthPeak Games per aver presentato dichiarazioni SEC errate, che in seguito SouthPeak Games avrebbe dichiarato essere state un errore.  Dopo perdite nette di 2,6 milioni e 2,1 milione nel primo e nel secondo trimestre dell'anno fiscale 2011 della società, rispettivamente, SouthPeak Games venne cancellata dalla Borsa di New York nel settembre 2011.

### 7Sixty, chiusura (2011-2013)
Il 12 luglio 2011, SouthPeak Games aprì una nuova filiale di distribuzione digitale, 7Sixty LLC, a Grapevine, in Texas . Guidato dal vicepresidente dell'editoria Leslie House e dal vicepresidente dell'intrattenimento interattivo Jeff Hutchinson, lo studio venne fondato per espandere le strategie di business di SouthPeak Games per coprire il mercato digitale, a cominciare da titolo Stronghold 3, pubblicato il 25 ottobre 2011. Esso sarebbe diventato l'ultimo gioco pubblicato da SouthPeak Games o 7Sixty, ed entrambe le società hanno abbandonato la scena nel luglio 2013.

## Giochi pubblicati
| Anno                                        | Titolo                                         | Console                                    | Genere(i)                   |
| ------------------------------------------- | ---------------------------------------------- | ------------------------------------------ | --------------------------- |
| 1996                                        | Virtual Jigsaw: MasterPieces Edition           | Microsoft Windows                          | Puzzle                      |
| 1997                                        | Temüjin                                        | Microsoft Windows                          | Videogioco d'avventura      |
| 1997                                        | Men in Black: The Game                         | Microsoft Windows                          | Videogioco d'azione         |
| 1997                                        | Monty Python's The Meaning of Life             | Microsoft Windows                          | Videogioco d'avventura      |
| 1998                                        | Dark Side of the Moon: A Sci-Fi Adventure      | Microsoft Windows                          | Videogioco d'avventura      |
| 1998                                        | The Robot Club                                 | Microsoft Windows                          | Edutainment                 |
| 1998                                        | Pinky and the Brain: World Conquest            | Microsoft Windows                          | Puzzle                      |
| 1998                                        | Looney Tunes: Cosmic Capers – Animated Jigsaws | Microsoft Windows                          | Puzzle                      |
| 1999                                        | Boss Rally                                     | Microsoft Windows                          | Racing                      |
| 1999                                        | Animaniacs: A Gigantic Adventure               | Microsoft Windows                          | Platform                    |
| 1999                                        | The Dukes of Hazzard: Racing for Home          | Microsoft Windows, PlayStation             | Racing                      |
| 1999                                        | Wild Wild West: The Steel Assassin             | Microsoft Windows                          | Avventura dinamica          |
| 1999                                        | BoomBots                                       | PlayStation                                | Fighting                    |
| 1999                                        | Animaniacs Splat Ball                          | Microsoft Windows                          | Shooter                     |
| 1999                                        | Scooby-Doo! Mystery of the Fun Park Phantom    | Microsoft Windows                          | Videogioco d'avventura      |
|                                             | Big Mountain 2000                              | Nintendo 64                                | Snowboard                   |
| Blaze &amp; Blade: Eternal Quest            | Microsoft Windows                              | Action RPG                                 |                             |
| The Dukes of Hazzard II: Daisy Dukes It Out | PlayStation                                    | Simulatore di guida                        |                             |
| Rent-a-Hero                                 | Microsoft Windows                              |                                            |                             |
| 2006                                        | Juka and the Monophonic Menace                 | Game Boy Advance                           | Avventura dinamica          |
| 2006                                        | Scurge: Hive                                   | Game Boy Advance, Nintendo DS              | Avventura dinamica          |
| 2006                                        | State of Emergency 2                           | PlayStation 2                              | Sparatutto in terza persona |
| 2007                                        | Brave: The Search for Spirit Dancer            | PlayStation 2                              | Platform                    |
| 2007                                        | Monster Madness: Battle for Suburbia           | Microsoft Windows, Xbox 360                | Shoot 'em up                |
| 2007                                        | Two Worlds                                     | Microsoft Windows, Xbox 360                | Videogioco di ruolo         |
| 2007                                        | Pool Party                                     | Wii                                        | Sportivo                    |
| 2008                                        | Iridium Runners                                | PlayStation 2                              | Simulatore di guida         |
| 2008                                        | Ninjatown                                      | Nintendo DS                                | Strategia                   |
| 2008                                        | Legendary                                      | PlayStation 3                              | Sparatutto in prima persona |
| 2008                                        | My Baby Boy and My Baby Girl                   | Nintendo DS                                | Social simulation           |
| 2008                                        | Legendary                                      | Microsoft Windows, Xbox 360                | Sparatutto in prima persona |
| 2008                                        | Mushroom Men: Rise of the Fungi                | Nintendo DS, Wii                           | Avventura dinamica          |
| 2008                                        | Dream Pinball 3D                               | Microsoft Windows, Nintendo DS, Wii        | Pinball                     |
| 2008                                        | Imperivm: Civitas II                           | Microsoft Windows                          | Strategia in tempo reale    |
| 2008                                        | Hail to the Chimp                              | PlayStation 3                              | Party                       |
| 2008                                        | Roogoo                                         | Microsoft Windows, Xbox 360                | Puzzle                      |
| 2008                                        | B-Boy                                          | PlayStation 2, PlayStation Portable        | Videogioco ritmico          |
| 2008                                        | Mister Slime                                   | Nintendo DS                                | Platform                    |
| 2008                                        | Monster Madness: Grave Danger                  | Android, PlayStation 3                     | Sparatutto                  |
| 2009                                        | Big Bang Mini                                  | Nintendo DS                                | Sparatutto                  |
| 2009                                        | My Baby First Steps                            | Nintendo DS, Wii                           | Social simulation           |
| 2009                                        | X-Blades                                       | Microsoft Windows, PlayStation 3, Xbox 360 | Hack and slash              |
| 2009                                        | Velvet Assassin                                | Microsoft Windows, Xbox 360                | Avventura dinamica, stealth |
| 2009                                        | Pirates vs. Ninjas Dodgeball                   | Wii                                        | Sports                      |
| 2009                                        | Roogoo Attack                                  | Nintendo DS                                | Puzzle                      |
| 2009                                        | Roogoo Twisted Towers                          | Wii                                        | Ation, puzzle               |
| 2009                                        | Brave: A Warrior's Tale                        | Wii, Xbox 360                              | Avventura dinamica          |
| 2009                                        | Raven Squad: Operation Hidden Dagger           | Microsoft Windows, Xbox 360                | Strategia in tempo reale    |
| 2009                                        | Section 8                                      | Microsoft Windows, Xbox 360                | Sparatutto in prima persona |
| 2009                                        | TNA iMPACT!: Cross the Line                    | Nintendo DS, PlayStation Portable          | Sportivo                    |
| 2009                                        | Trine                                          | Microsoft Windows                          | Platform                    |
| 2010                                        | Fast Food Panic                                | Nintendo DS, Wii                           | Simulazione                 |
| 2010                                        | Sled Shred                                     | Wii                                        | Sportivo                    |
| 2010                                        | Crime Scene                                    | Nintendo DS                                | Avventura                   |
| 2010                                        | Brave: Shaman's Challenge                      | Nintendo DS                                | Puzzle                      |
| 2010                                        | Horrid Henry: Missions of Mischief             | Microsoft Windows, Nintendo DS, Wii        | Avventura                   |
| 2010                                        | Sushi Go Round                                 | Nintendo DS, Wii                           | Simulazione                 |
| 2010                                        | Dementium II                                   | Nintendo DS                                | Sparatutto in prima persona |
| 2010                                        | 3D Dot Game Heroes                             | PlayStation 3                              | Avventura dinamica          |
| 2011                                        | Montessori Music                               | Nintendo DS                                | Edutainment                 |
| 2011                                        | Two Worlds II                                  | Microsoft Windows, PlayStation 3, Xbox 360 | Videogioco di ruolo         |
| 2011                                        | Stronghold 3                                   | Microsoft Windows                          | Strategia in tempo reale    |